# Sâles
Sâles (frp. Châlè, hist. Sâles (Gruyère)) – gmina (fr. commune; niem. Gemeinde) w Szwajcarii, w kantonie Fryburg, w okręgu Gruyère. Powstała 1 stycznia 2001 z połączenia gmin Maules, Romanens i Rueyres-Treyfayes.

## Demografia
W Sâles mieszka 1448 osób. W 2020 roku 8,7% populacji gminy stanowiły osoby urodzone poza Szwajcarią.

## Transport
Przez teren gminy przebiegają autostrada A12 oraz drogi główne nr 12, nr 154 i nr 156.